# Akkergraver
De akkergraver (Clivina collaris) is een keversoort uit de familie van de loopkevers (Carabidae). De wetenschappelijke naam van de soort werd in 1784 gepubliceerd door Johann Friedrich Wilhelm Herbst.